# Alna Koki Little Dancer
Als Little Dancer stellte der Hersteller Alna Koki (später Alna Sharyo) im Jahr 2002 eine Gruppe niederfluriger Straßenbahn-Fahrzeugtypen für den japanischen Markt vor. Im Verhältnis zu typischen europäischen Fahrzeugentwicklungen dieser Zeit sind die Wagen mit meist weniger als 20 Metern Länge sehr kurz. Wegen des bei japanischen Straßenbahnen üblichen Fahrgastfluss-Prinzips unter Einbeziehungen des Fahrers mussten Lösungen mit stufenfreiem Durchgang und zumindest einer linksseitigen Tür möglichst direkt an den Führerständen gefunden werden. Nach anfangs drei Typen gibt es inzwischen sieben durch Großbuchstaben unterschiedene Typen, teils mit durch eine angehängte Ziffer oder einen angehängten Kleinbuchstaben unterschiedenen Varianten.

## Typ S
| Little Dancer S        | Little Dancer S       | Little Dancer S       | Little Dancer S     | Little Dancer S                      |
| Netz:                  | Straßenbahn Matsuyama | Straßenbahn Matsuyama | Straßenbahn Sapporo | Railway Technical Research Institute |
| ---------------------- | --------------------- | --------------------- | ------------------- | ------------------------------------ |
|                        |                       |                       |                     |                                      |
| Nummerierung:          | 2101–2110             | 5001–5012             | 1101–1110           | LH02                                 |
| Anzahl:                | 10                    | 12                    | 10                  | 1                                    |
| Baujahr(e):            | 2002–2007             | 2017–2024             | 2018–2023           |                                      |
| Spurweite:             | 1067 mm (Kapspur)     | 1067 mm (Kapspur)     | 1067 mm (Kapspur)   |                                      |
| Höchstgeschwindigkeit: | 40 km/h               |                       |                     |                                      |
| Raddurchmesser:        | 660 mm                |                       | 660 mm              |                                      |
| Länge:                 | 12 000 mm             | 12 500 mm             | 13 000 mm           |                                      |
| Breite:                | 2230 mm               | 2300 mm               | 2300 mm             |                                      |
| Drehzapfenabstand:     |                       |                       | 8700 mm             |                                      |
| Drehgestellachsstand:  |                       |                       | 1600 mm             |                                      |
| Sitzplätze:            | 20                    | 26                    | 24                  |                                      |
| Einstiegshöhe:         |                       |                       | 350 mm              |                                      |
| Niederfluranteil:      | ca. 90 %              | ca. 90 %              | ca. 90 %            | ca. 90 %                             |
| Belege:                | [ 2 ] [ 3 ]           | [ 2 ]                 | [ 2 ]               |                                      |

Die Fahrzeuge des Typs S sind Drehgestellwagen ohne Gelenk, deren Drehgestelle direkt an den Enden des Fahrzeugs unter den Führerständen angeordnet sind. Zunächst wurden von 2002 bis 2007 zehn Exemplare als Serie 2100 für die Straßenbahn Matsuyama gebaut. In dieser Variante erstreckt sich der Fahrgastraum über 69,8 % der Gesamtlänge des Fahrzeugs von zwölf Metern. Dazu gehören auch kleine Hochflurbereiche über den Drehgestellen. An den Enden des Niederflurbereichs sind jeweils beidseitig Einzeltüren angeordnet. An jeder Haltestelle muss der Fahrer zum in den Fahrgastraum hineinragenden Zahltisch gehen.
Die ab 2017 gebauten Serien 5000 der Straßenbahn Matsuyama und 1100 der Straßenbahn Sapporo werden auch als Typ new-S bezeichnet. Bei diesen können die Türflügel, welche den Zahltischbereich vom Fahrgastbereich trennen, am unbesetzten Führerstand so umgeklappt werden, dass zusätzlicher Fahrgastraum entsteht. In Matsuyama befindet sich darin auch ein zusätzlicher Klappsitz, in Sapporo dagegen nur zusätzliche Stehfläche.
Darüber hinaus verfügt das japanische Railway Technical Research Institute über einen Versuchsträger des Typs S, der auch als Hi-Tram bezeichnet wird.
Die Wagen des Typs S sind ausschließlich mit den in Japan auch im Straßenbahnbereich üblichen Längssitzen eingerichtet. Obwohl die Wagen des Typs S nur für drei Kunden gebaut wurden, handelt es sich dabei um den Little-Dancer-Typ mit der höchsten Gesamtstückzahl.

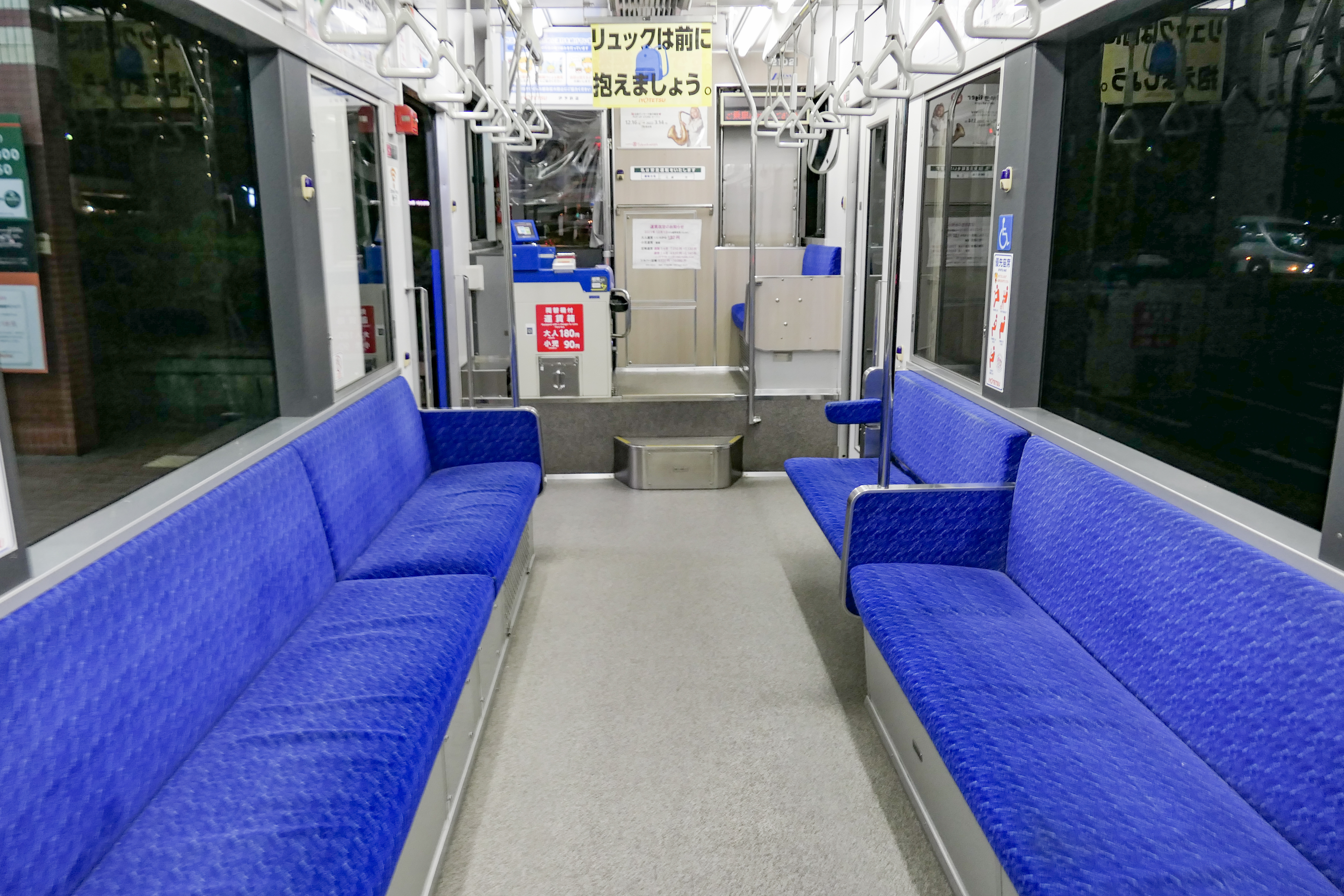
Matsuyama, Serie 2100: Fahrgastraum
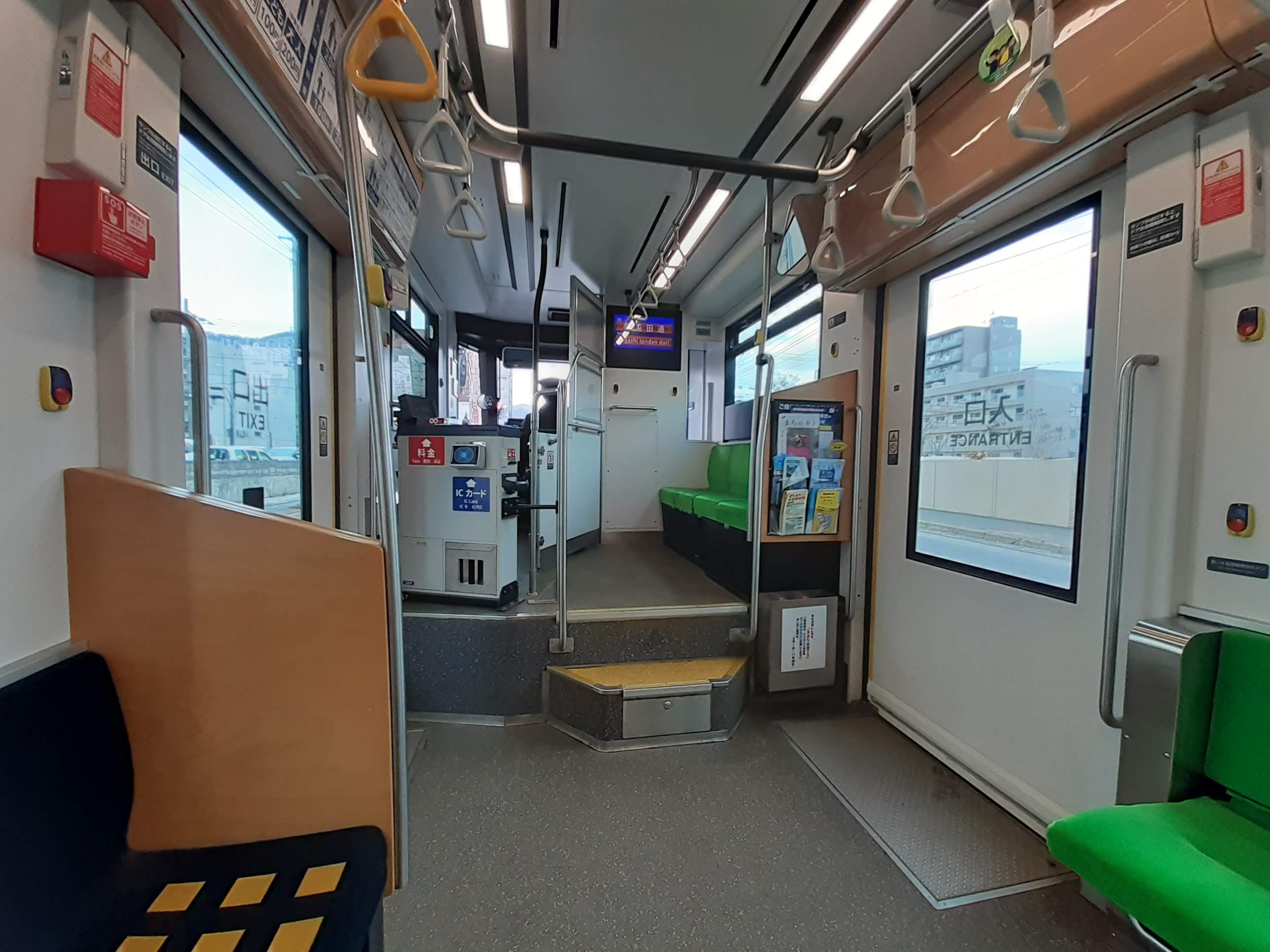
Sapporo, Serie 1100: Fahrgastraum hinter besetztem Führerstand

## Typ L
| Little Dancer L        | Little Dancer L   | Little Dancer L           | Little Dancer L      |
| Netz:                  | Straßenbahn Kōchi | Straßenbahn Fukui–Echizen | Straßenbahn Kumamoto |
| ---------------------- | ----------------- | ------------------------- | -------------------- |
|                        |                   |                           |                      |
| Nummerierung:          | 101               | 2001                      | 2401, 2402           |
| Anzahl:                | 1                 | 1                         | 2                    |
| Baujahr(e):            | 2002              | 2023                      | 2024                 |
| Spurweite:             | 1067 mm (Kapspur) | 1067 mm (Kapspur)         | 1435 mm (Normalspur) |
| Höchstgeschwindigkeit: | 40 km/h           | 70 km/h                   |                      |
| Dauerleistung:         |                   | 3 × 60 kW                 |                      |
| Raddurchmesser:        | 660 mm            |                           |                      |
| Länge:                 | 17 900 mm         | 21 400 mm                 | 21 350 mm            |
| Höhe:                  |                   | 3800 mm                   |                      |
| Breite:                | 2300 mm           | 2600 mm                   | 2380 mm              |
| Leermasse:             |                   | 33 t                      |                      |
| Sitzplätze:            | 28                | 43                        | 42                   |
| Niederfluranteil:      | ca. 90 %          | ca. 90 %                  | ca. 90 %             |
| Einstiegshöhe:         |                   |                           | 330 mm               |
| Belege:                | [ 2 ] [ 3 ]       | [ 2 ] [ 4 ]               | [ 5 ]                |

Die Fahrzeuge des Typs L sind dreiteilige Gelenkwagen mit aufgesattelten Endwagen und kurzem Mittelteil. Wie beim Typ S sind die Enddrehgestelle unter den Führerständen angeordnet. 2002 wurde zunächst nur ein Einzelstück Nr. 101 für die Straßenbahn Kōchi gebaut. Bei diesem Fahrzeug erstreckt sich der Fahrgastraum über 78,6 % der Gesamtlänge des Fahrzeugs von 17,5 Metern. Wie beim Typ S gehören dazu auch kleine Hochflurbereiche über den Drehgestellen mit in den Fahrgastraum hineinragendem Zahltisch. Über dem mittleren Fahrwerk stehen die Sitze auf seitlichen Podesten, der Durchgang ist jedoch stufenlos. In diesem Bereich sowie auch über den Enddrehgestellen gibt es einige Quersitze. Anders als beim Typ S befinden sich die Türen nicht direkt einander gegenüber. In den Endwagenteilen befindet sich je eine Einzeltür links vorn direkt hinter dem Drehgestell und eine rechts erst vor dem Gelenk.
Die ab 2023 gebauten Wagen 2001 der Straßenbahn Fukui–Echizen sowie 2401 und 2402 der Straßenbahn Kumamoto werden auch als Typ new-L bezeichnet. Beim Wagen für Fukui–Echizen stehen die Sitze über dem mittleren Fahrwerk ebenfalls auf Podesten. Anders als für Kōchi sind jedoch alle Sitze längs angeordnet. Darüber hinaus hat das einige Meter längere Fahrzeug doppelt so viele Einzeltüren. Die Wagen für Kumamoto (auf Normalspur statt Kapspur) haben über dem mittigen Fahrwerk einen stufenfreien Fahrgastraum. Sie sind ebenfalls mit durchgehender Längsbestuhlung eingerichtet. Bei diesen gibt es je Seite drei Einzeltüren: Zwei auf der in Fahrtrichtung des zugehörigen Führerstands linken Seite jedes Endwagenteils, eine versetzt dazu auf der anderen Seite.

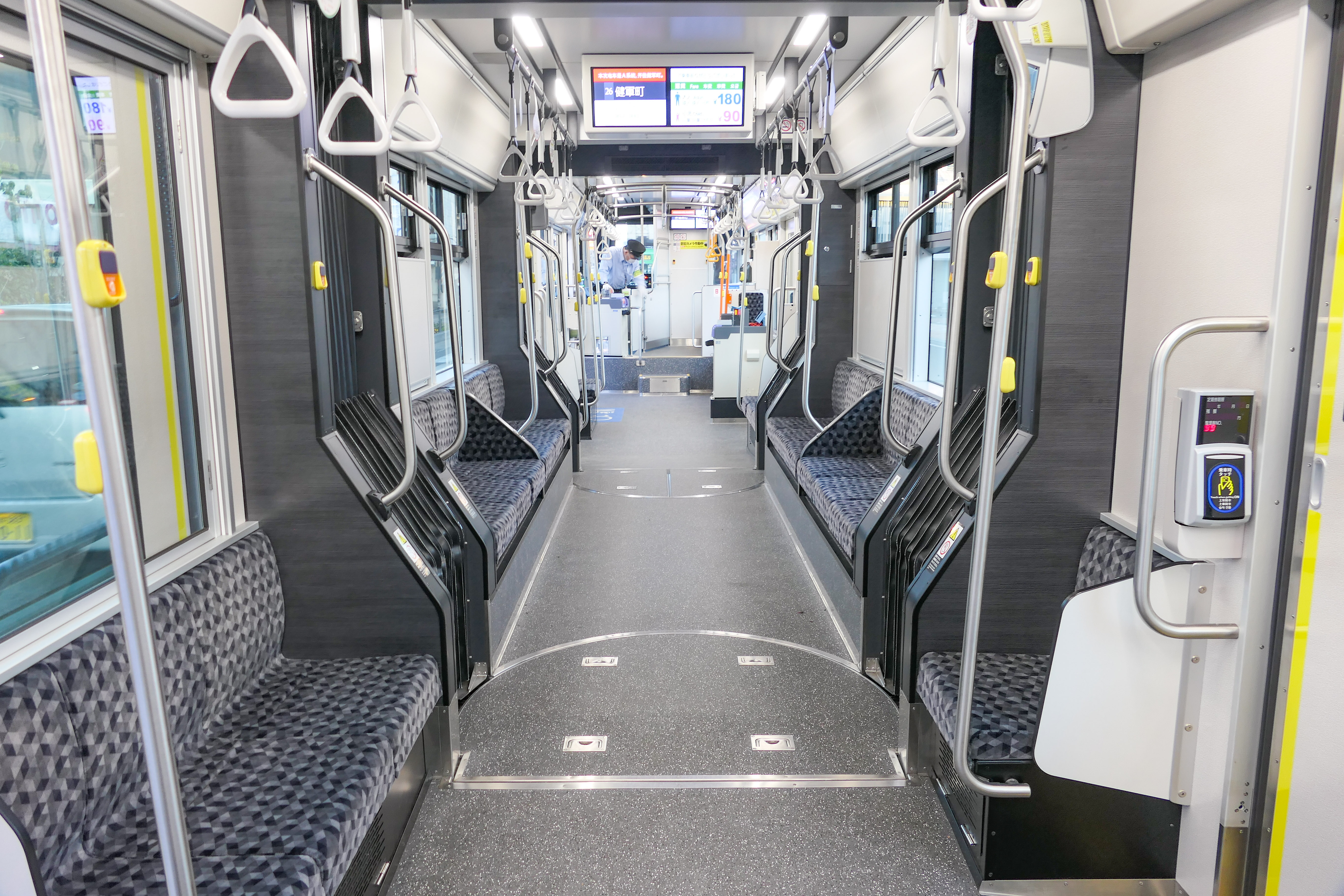
Kumamoto, Serie 2400: Fahrgastraum
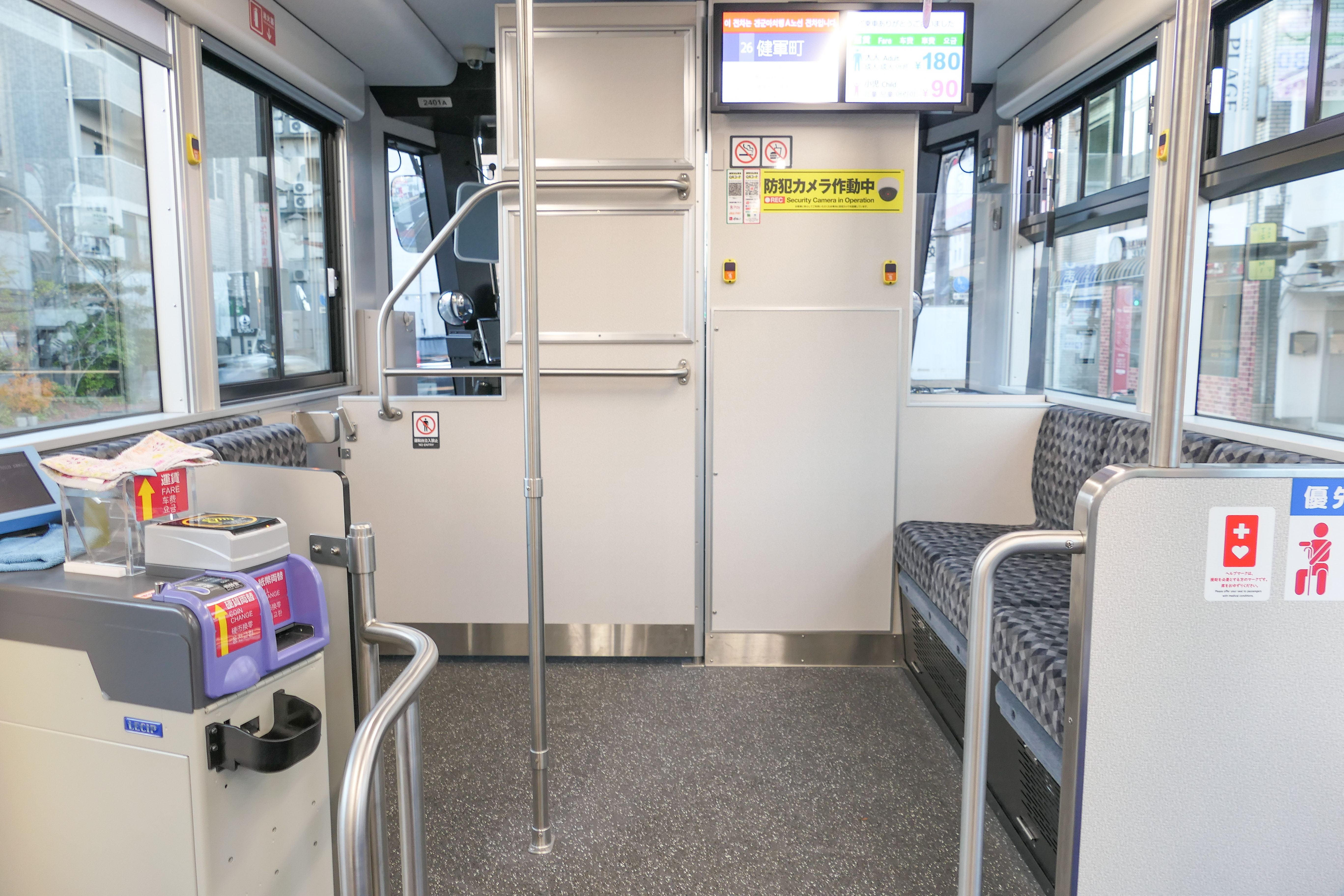
Kumamoto, Serie 2400: Hochflurbereich hinter ungenutztem Führerstand

## Typ A
| Little Dancer A        | Little Dancer A       | Little Dancer A       |
| Variante:              | A3                    | A5                    |
| Netz:                  | Straßenbahn Kagoshima | Straßenbahn Kagoshima |
| ---------------------- | --------------------- | --------------------- |
|                        |                       |                       |
| Nummerierung:          | 1011–1019             | 7001–7004             |
| Anzahl:                | 9                     | 4                     |
| Baujahr(e):            | 2001–2005             | 2007, 2008            |
| Spurweite:             | 1435 mm (Normalspur)  | 1435 mm (Normalspur)  |
| Höchstgeschwindigkeit: | 40 km/h               |                       |
| Raddurchmesser:        | 660 mm                |                       |
| Länge:                 | 14 000 mm             | 18 000 mm             |
| Breite:                | 2450 mm               | 2450 mm               |
| Sitzplätze:            | 24                    | 24                    |
| Niederfluranteil:      | 100 %                 | 100 %                 |
| Belege:                | [ 2 ] [ 3 ]           | [ 2 ]                 |

Die Fahrzeuge des Typs A sind Multigelenkwagen und konzeptionell dem europäischen Fahrzeugtyp Eurotram sehr ähnlich. Die sehr kurzen Endwagenteile bieten jeweils nur dem Führerstand Platz, der Fahrgastraum erstreckt sich nur über die Mittelteile. Der Typ A wurde nur für die Straßenbahn Kagoshima gebaut – zunächst von 2001 bis 2005 in einer dreiteiligen Variante (Typ A3, Serie 1000), 2007 und 2008 in einer nur vier Meter längeren fünfteiligen Variante (Typ A5, Serie 7000). Beim 14 Meter langen A3 erstreckt sich der Fahrgastraum beispielsweise nur über 7,8 Meter bzw. 55,7 % der Wagenlänge. Alle Sitze sind längs angeordnet, der Fahrgastraum ist stufenfrei. Beim A3 sind beidseitig zwei Einzeltüren im Mittelteil angeordnet. Beim A5 gibt es in beiden fahrwerkslosen Mittelteilen auf einer Seite eine Einzel- und auf der anderen Seite versetzt dazu eine Doppeltür. Die Einzeltür befindet sich links vorn bzw. rechts hinten, die Doppeltür rechts vorn bzw. links hinten.

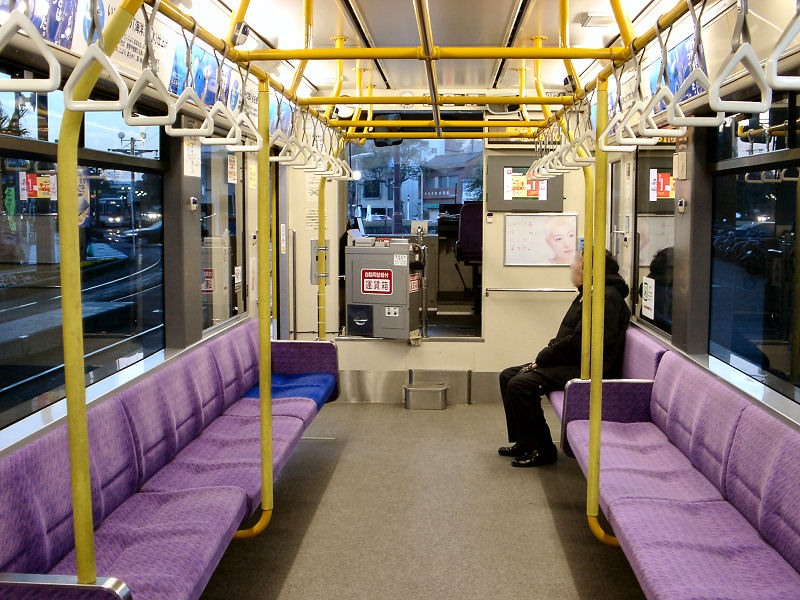
Kagoshima, Serie 1000: Fahrgastraum
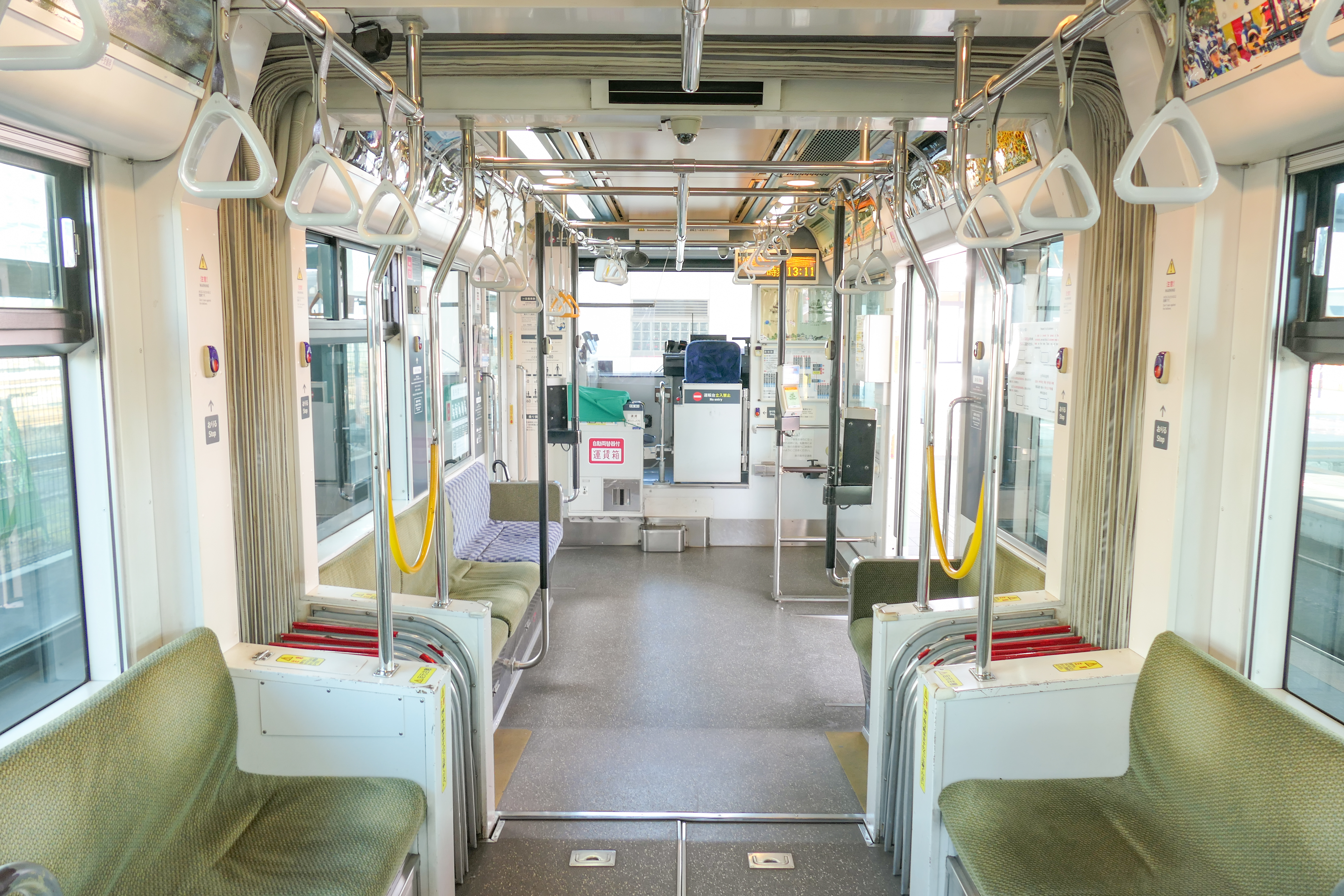
Kagoshima, Serie 7000: Fahrgastraum

## Typ U
| Little Dancer U        | Little Dancer U      | Little Dancer U      | Little Dancer U       | Little Dancer U        | Little Dancer U     | Little Dancer U         | Little Dancer U                         | Little Dancer U   |
| Variante:              | U                    | Ua                   | Ua                    | Ua                     | Ua                  | Ua                      | Ua                                      | Ua                |
| Netz:                  | Straßenbahn Nagasaki | Straßenbahn Nagasaki | Straßenbahn Toyohashi | Straßenbahn Toyama     | Straßenbahn Sapporo | Straßenbahn Osaka–Sakai | Bahnstrecke Kitakyūshū–Nōgata (Chikuhō) | Straßenbahn Kōchi |
| ---------------------- | -------------------- | -------------------- | --------------------- | ---------------------- | ------------------- | ----------------------- | --------------------------------------- | ----------------- |
|                        |                      |                      |                       |                        |                     |                         |                                         |                   |
| Nummerierung:          | 3001–3003            | 5001–5003            | T1001                 | T101–T104              | 1201–1203, 1211     | 1001–1003, 1101         | 5001–5004                               | 3001–3003         |
| Anzahl:                | 3                    | 3                    | 1                     | 4                      | 4                   | 4                       | 4                                       | 3                 |
| Baujahr(e):            | 2003–2006            | 2011, 2012, 2019     | 2008                  | 2010, 2013, 2015, 2017 | 2013, 2014, 2024    | 2013–2015, 2020         | 2014–2017                               | 2018, 2021, 2024  |
| Spurweite:             | 1435 mm (Normalspur) | 1435 mm (Normalspur) | 1067 mm (Kapspur)     | 1067 mm (Kapspur)      | 1067 mm (Kapspur)   | 1435 mm (Normalspur)    | 1435 mm (Normalspur)                    | 1067 mm (Kapspur) |
| Höchstgeschwindigkeit: | 40 km/h              |                      |                       |                        |                     |                         |                                         |                   |
| Raddurchmesser:        | 610 mm               |                      |                       |                        |                     |                         |                                         |                   |
| Länge:                 | 15 100 mm            | 16 300 mm            | 16 200 mm             | 16 300 mm              | 16 980 mm           | 16 300 mm               | 17 600 mm                               | 16 500 mm         |
| Breite:                | 2300 mm              | 2300 mm              | 2400 mm               | 2400 mm                | 2300 mm             | 2400 mm                 | 2380 mm                                 | 2300 mm           |
| Achsstand:             | 1600 mm              |                      |                       |                        |                     |                         |                                         |                   |
| Sitzplätze:            | 28                   | 27                   | 29                    | 29                     | 27                  | 27                      | 34                                      | 28                |
| Niederfluranteil:      | 100 %                | 100 %                | 100 %                 | 100 %                  | 100 %               | 100 %                   | 100 %                                   | 100 %             |
| Belege:                | [ 2 ] [ 3 ]          | [ 2 ]                | [ 2 ]                 | [ 2 ]                  | [ 2 ] [ 5 ]         | [ 2 ]                   | [ 2 ]                                   | [ 2 ]             |

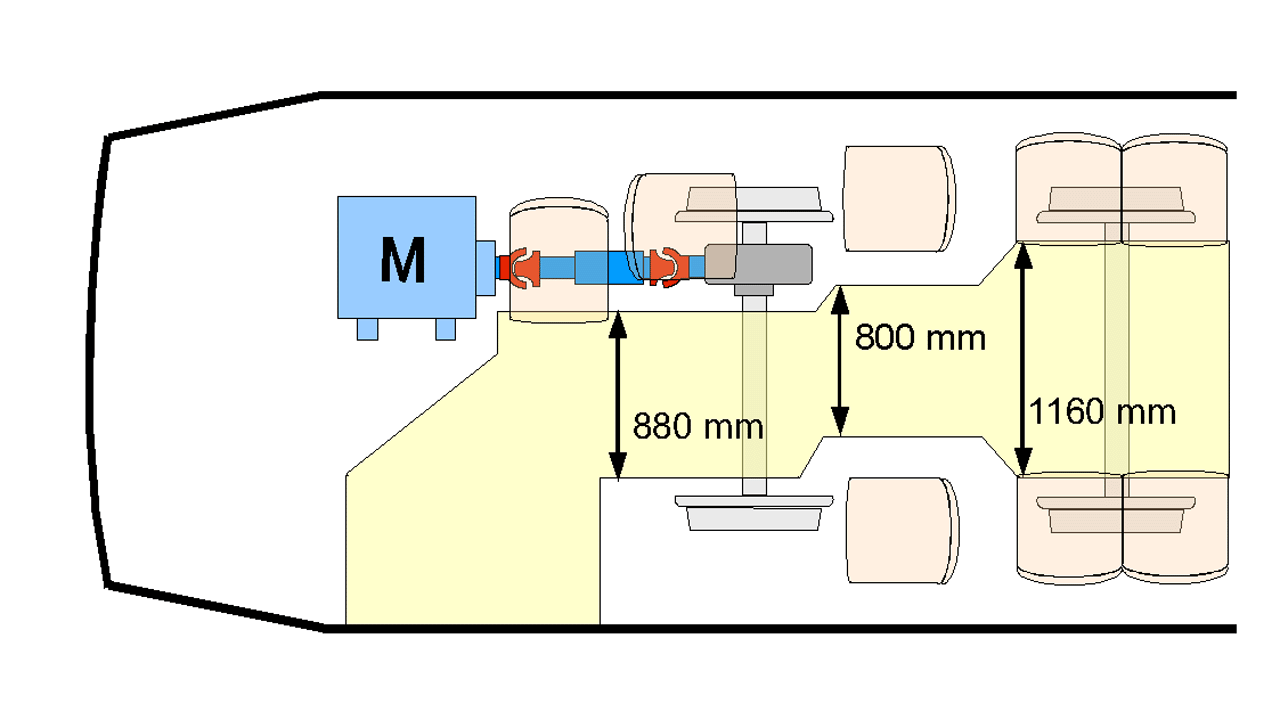
Draufsicht-Zeichnung eines Endwagenteils des Typs U

Die Fahrzeuge des Typs U sind dreiteilige Multigelenkwagen und wurden von 2003 bis 2006 für die Straßenbahn Nagasaki gebaut. Die Fahrwerke befinden sich im Gegensatz zum Typ A nicht direkt an den Wagenenden, sondern jeweils erst hinter dem Führerstand und einer linksseitigen Einzeltür (lichte Türweite 900 mm). Über den Fahrwerken sind die Sitze teilweise quer und teilweise auf seitlichen Podesten angeordnet. Im fahrwerkslosen Mittelteil sind beidseitig, aber leicht versetzt zueinander Doppeltüren mit einer lichten Weite von 1200 mm angeordnet.
Eine weiterentwickelte Variante des Typs U wird als Typ Ua bezeichnet. Der Typ Ua wurde ab 2008 an sieben Kunden geliefert und ist damit die am weitesten verbreitete Little-Dancer-Variante. Jedoch sind die jeweiligen Stückzahlen sehr gering. Bei den Varianten für die Bahnstrecke Kitakyūshū–Nōgata und die Straßenbahn Kōchi sind dabei im Mittelteil Einzel- statt Doppeltüren angeordnet.

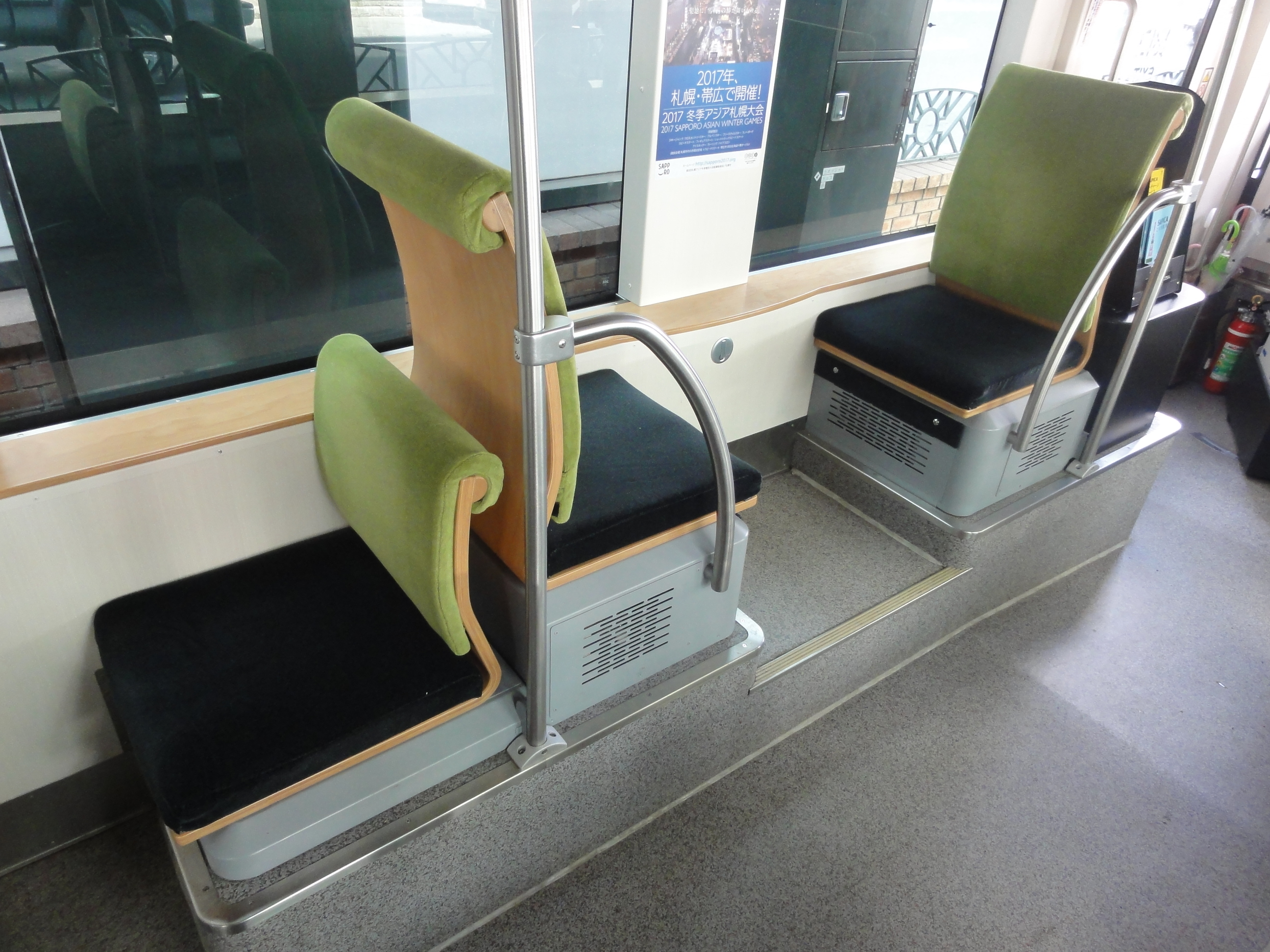
Sapporo, Serie 1200: Fahrgastraum über Fahrwerk
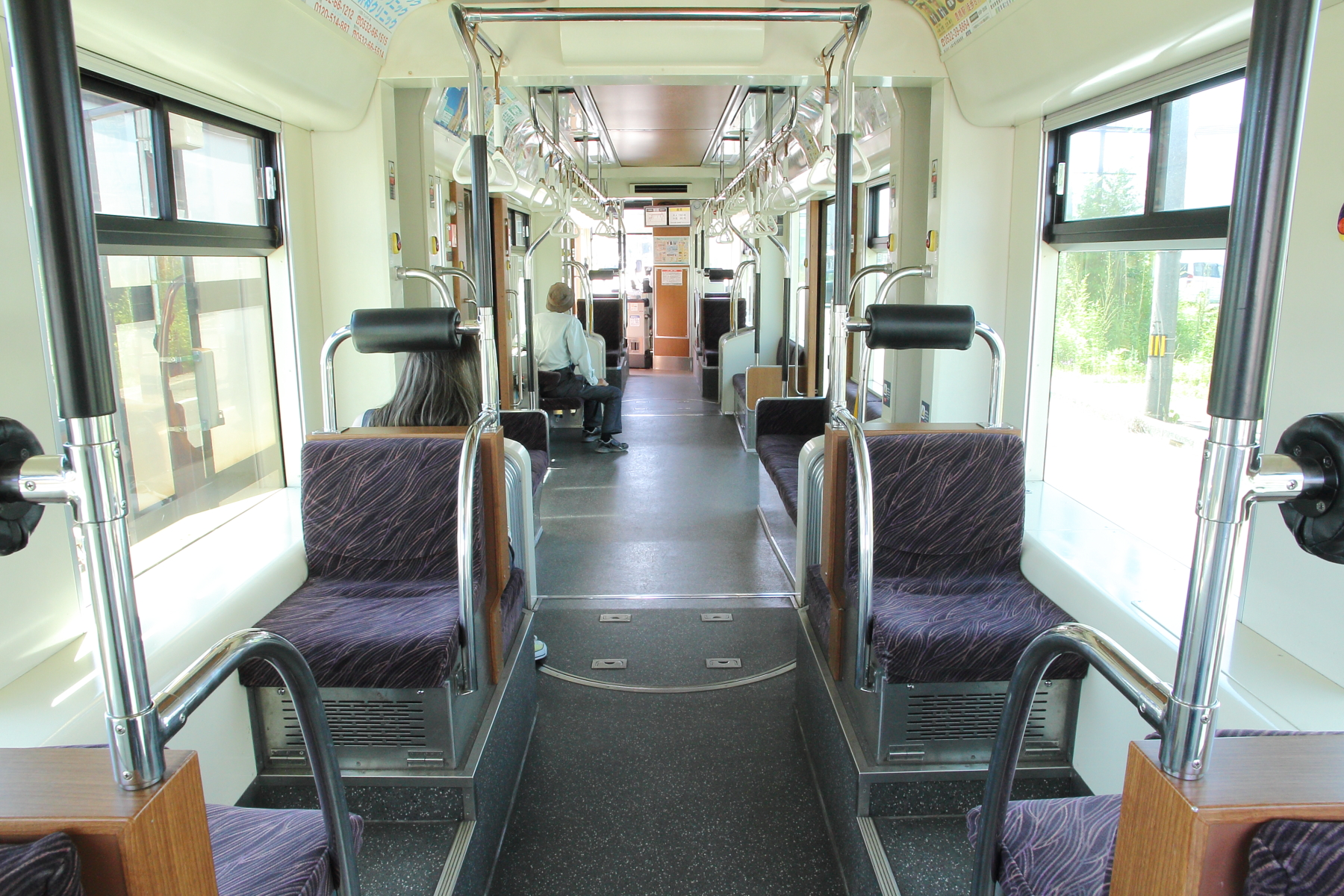
Toyohashi, T1001: Fahrgastraum
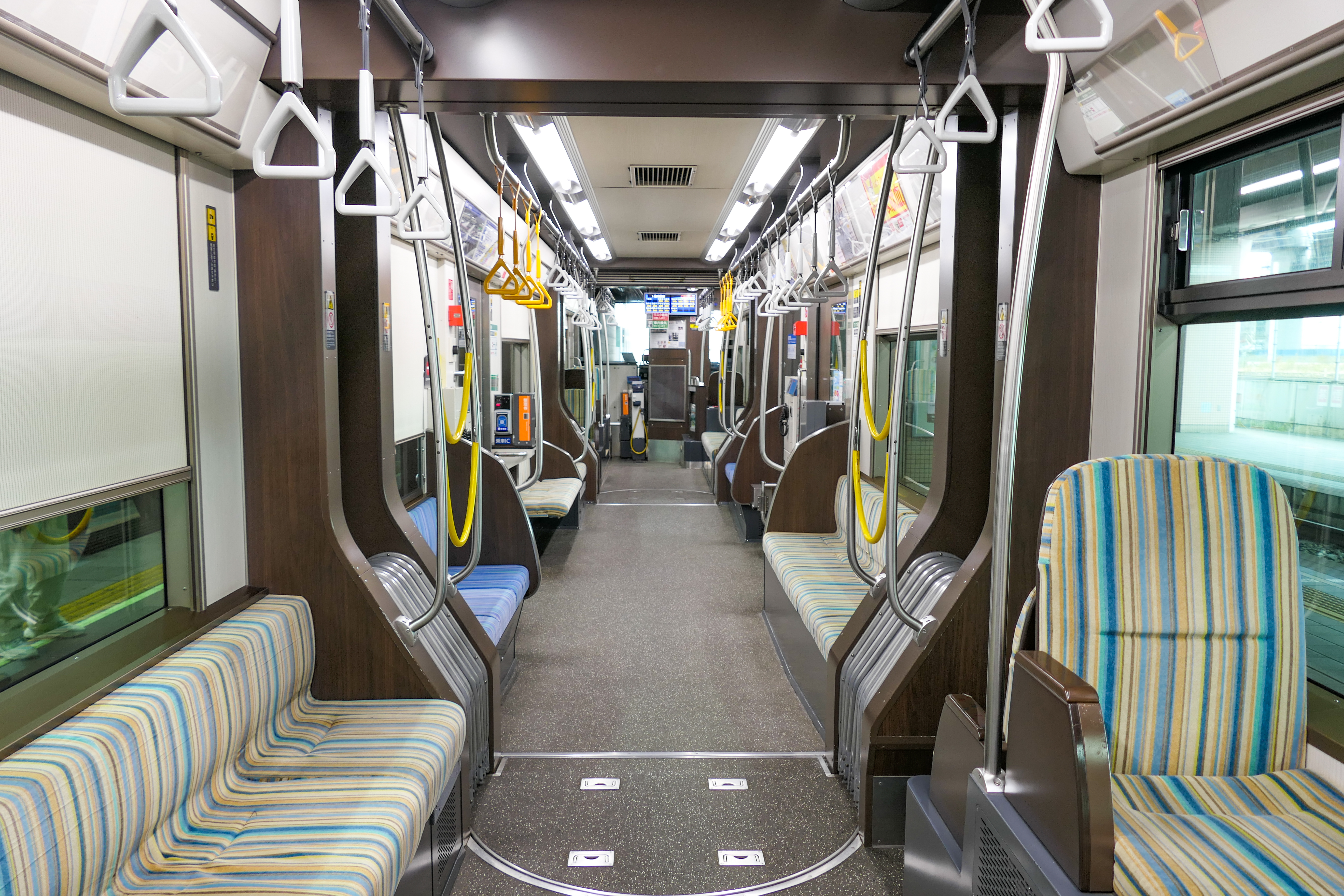
Chikuho, Serie 5000: Fahrgastraum
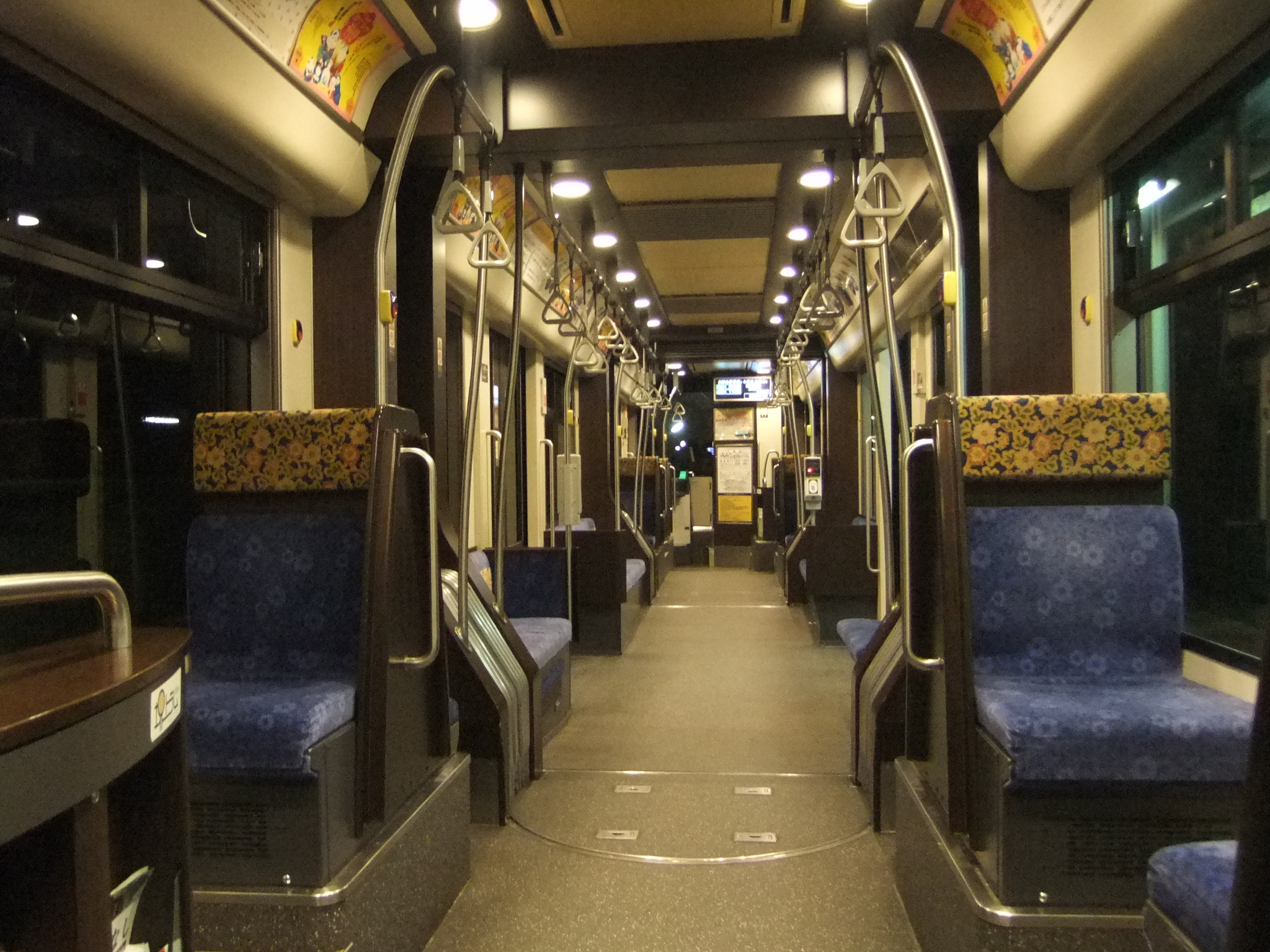
Osaka–Sakai, Serie 1000: Fahrgastraum

## Typ C
| Little Dancer C, X und N | Little Dancer C, X und N     | Little Dancer C, X und N | Little Dancer C, X und N |
| Typ:                     | C2                           | X                        | N                        |
| Netz:                    | Straßenbahn Hakodate         | Straßenbahn Kagoshima    | Straßenbahn Nagasaki     |
| ------------------------ | ---------------------------- | ------------------------ | ------------------------ |
|                          |                              |                          |                          |
| Nummerierung:            | 9601–9605                    | 7501–7504                | 6001, 6002               |
| Anzahl:                  | 5                            | 4                        | 2                        |
| Baujahr(e):              | 2007, 2010, 2013, 2018, 2023 | 2017, 2019               | 2022, 2024               |
| Spurweite:               | 1372 mm                      | 1435 mm (Normalspur)     | 1435 mm (Normalspur)     |
| Länge:                   | 13 250 mm                    | 14 400 mm                | 12 200 mm                |
| Höhe:                    |                              |                          | 3740 mm                  |
| Breite:                  | 2340 mm                      | 2440 mm                  | 2300 mm                  |
| Leermasse:               |                              |                          | 18 t                     |
| Sitzplätze:              | 31                           | 26                       | 28                       |
| Niederfluranteil:        | 100 %                        | 100 %                    | 100 %                    |
| Belege:                  | [ 2 ]                        | [ 2 ]                    | [ 2 ] [ 6 ]              |

Die Fahrzeuge des Typs C sind Kurzgelenkwagen, die bislang nur in einer zweiteiligen Variante gebaut wurden und in dieser als Typ C2 bezeichnet werden. Von 2007 bis 2023 wurden insgesamt fünf Exemplare als Serie 9600 für die Straßenbahn Hakodate gebaut. In beiden Wagenteilen sind Einzeltüren links vor dem Drehgestell und rechts hinter dem Drehgestell angeordnet. Der stufenfreie Fahrgastraum ist mit durchgehender Längsbestuhlung eingerichtet.

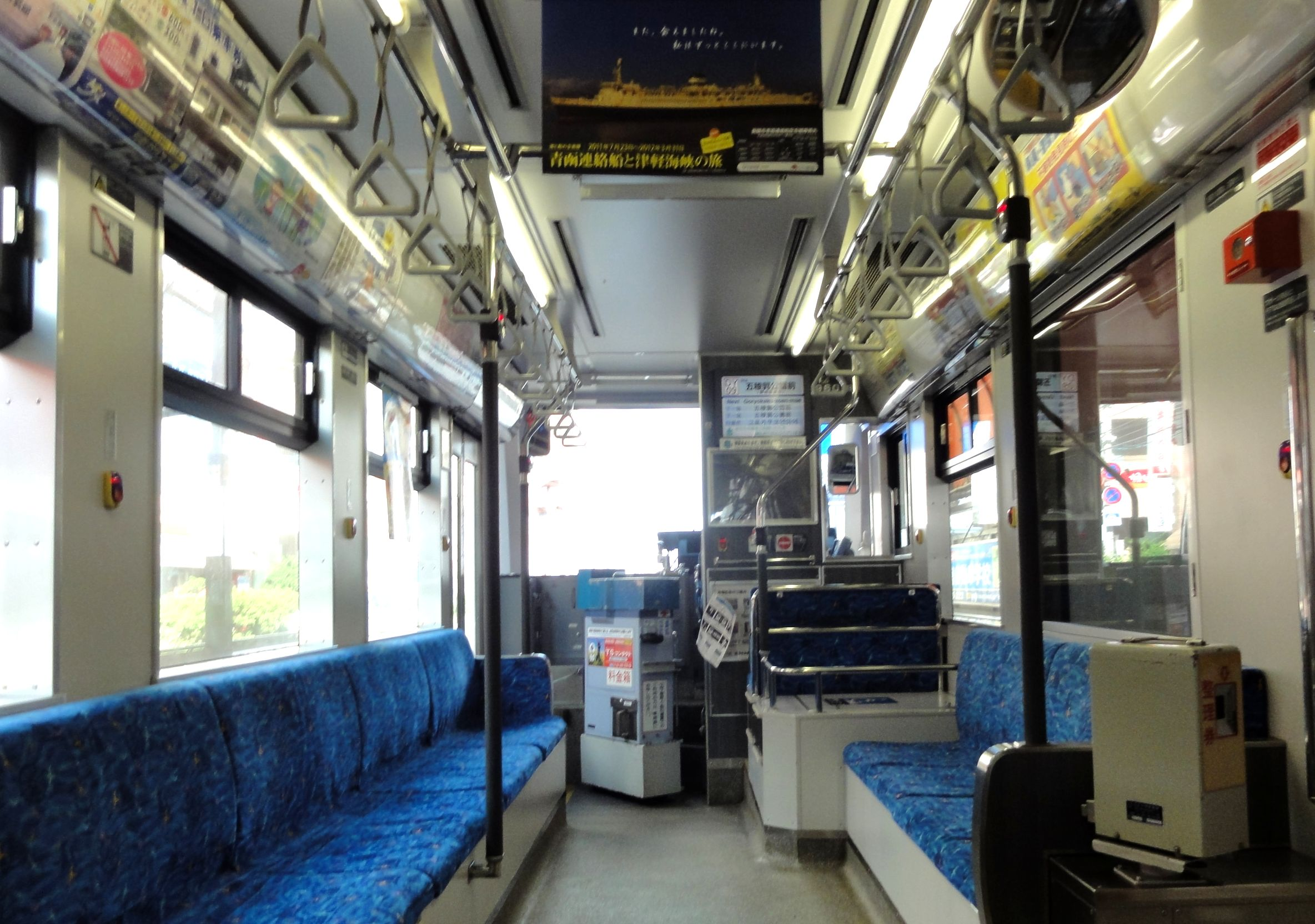
Hakodate, Serie 9600: Fahrgastraum

## Typ X
Bei den Fahrzeugen des Typs X handelt es sich ebenfalls um zweiteilige Kurzgelenkwagen. 2017 und 2019 wurden vier Exemplare als Serie 7500 für die Straßenbahn Kagoshima gebaut. Die Türanordnung entspricht dem Typ C2. Der stufenfreie Fahrgastraum ist mit durchgehender Längsbestuhlung eingerichtet.

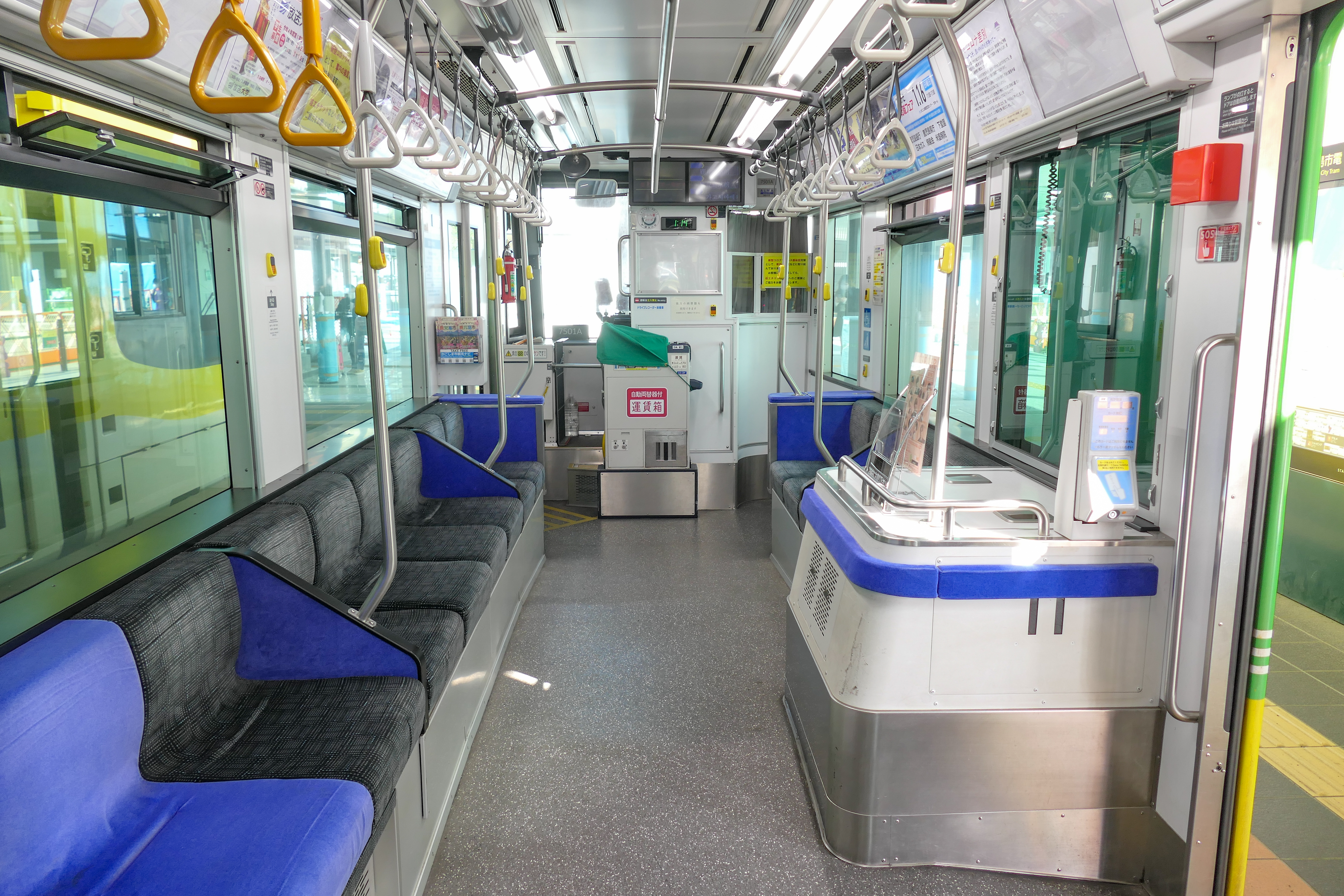
Kagoshima, Serie 7500: Fahrgastraum

## Typ N
Die Fahrzeuge des Typs N sind Drehgestellwagen ohne Gelenk, im Gegensatz zum Typ S befinden sich die Drehgestelle jedoch nicht direkt an den Wagenenden, sondern jeweils erst hinter dem Führerstand und der ersten linksseitigen Einzeltür. Zwischen den Drehgestellen sind beidseitig Einzeltüren angeordnet. 2022 und 2024 wurden zwei Exemplare als Serie 6000 für die Straßenbahn Nagasaki gebaut. Der Fahrgastraum ist mit durchgehender Längsbestuhlung eingerichtet. Im Bereich der Drehgestelle befindet diese sich auf Podesten seitlich des Gangs.